# The European Zoological Journal
The European Zoological Journal – włoskie, anglojęzyczne, recenzowane czasopismo naukowe otwartego dostępu publikujące w zakresie zoologii.
Czasopismo to wydawane jest przez Taylor & Francis we współpracy z Unione Zoologica Italiana. Ukazuje się od 1930 roku. W latach 1930–1995 wychodziło pod tytułem Bollettino di Zoologia, w latach 1996–2016 jako kwartalnik pod tytułem Italian Journal of Zoology. Od 2017 roku wychodzi pod obecnym tytułem i stosuje publikację ciągłą. Publikowane artykuły obejmują tematyką wszelkie aspekty podstawowej, porównawczej i stosowanej biologii zwierząt i pierwotniaków na molekularnym, komórkowym, tkankowych, narządowym, organizmalnym, populacyjnym i ekosystemowym poziomie organizacji.
W 2017 roku jego wskaźnik cytowań wyniósł 0,597.